# Paolo Leonardi

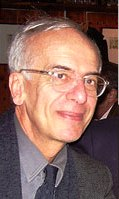
Paolo Leonardi

Paolo Leonardi (Sassari, 23 luglio 1947) è un filosofo italiano.

## Biografia
Nato a Sassari, il 23 luglio 1947, Paolo Leonardi ha frequentato l'Università di Padova, dove si è laureato in Filosofia nel 1970, e dove poi ha avuto una borsa di studio dal 1972 al 1975. Successivamente, ha ricevuto una borsa di studio, congiunta tra il Programma Fulbright e il CNR, grazie alla quale ha potuto trascorrere un soggiorno di ricerca presso l'Università della California, a Berkeley.
Rientrato in Italia, dal 1977 è stato ricercatore in Filosofia della Scienza presso l'Università di Verona, poi dal 1983 si è spostato con lo stesso ruolo presso l'Università di Venezia, dove nel 1985 è diventato professore associato di Filosofia del linguaggio. Dal 1994 al 1996 ha ricoperto la stessa cattedra presso l'Università di Padova, e dal 1996 è diventato professore associato di Filosofia del linguaggio e Scienze cognitive presso l'università di Bologna, dove è stato anche Preside del Dipartimento di Comunicazione. Dal 1º novembre 2006 al 1º novembre 2011 ha detenuto la carica di direttore del Collegio superiore. Dal 2013, è stato Presidente della Società Italiana di Filosofia del Linguaggio e responsabile del Centro "Cogito" per ricerche in Filosofia presso l'Istituto di Studi Superiori dell'Università di Bologna.
Le sue principali aree di interesse sono la filosofia del linguaggio, della mente e della percezione, la metafisica, la teoria dell'azione, l'epistemologia e l'etica e l'analisi della conversazione, con particolare riferimento ad autori come Wittgenstein e Quine.
È membro del Comitato scientifico delle riviste "Dialectica" e "Rivista italiana di filosofia del linguaggio".
Oltre che sul fronte accademico, Paolo Leonardi è molto attivo anche nel mondo del volontariato. Il 16 gennaio 2019 ha contribuito a fondare, a Bologna, l'APIC - Associazione Pazienti italiani Colangiocarcinoma, ONLUS finalizzata a sostenere i malati di cancro alle vie biliari, e che intende sensibilizzare e promuovere la ricerca su questo tumore raro.

## Opere

### Saggi
- P. Leonardi, Sulle regole, Verona, Libreria universitaria editrice, 1983.
- E. Fava-R. Galassi-P. Leonardi-M. Sbisà, Prospettive di teoria del linguaggio: filosofia del linguaggio, sintassi, semantica, pragmatica, Milano, Unicopli, 1988.
- P. Leonardi-M. Viaro, Conversazione e terapia. L'intervista circolare, Milano, Cortina Raffaello, 1996.
- F. Bercelli-P. Leonardi-M. Viaro, Cornici terapeutiche. Applicazioni cliniche di analisi dell'interazione verbale, Milano, Cortina Raffaello, 1999.

### Curatele
- Presupposizioni, a cura di Paolo Leonardi e Marina Sbisà, Firenze, Accademia della Crusca, 1978 (numero monografico di "Studi di Grammatica Italiana", V, 7, 1978).
- Speech acts after speech act theory, a cura di Paolo Leonardi e Marina Sbisà, Amsterdam, North Holland, 1984 (numero monografico del "Journal of pragmatics: an interdisciplinary journal of language studies", 8, 1, 1984).
- Discourse analysis and natural rhetorics, a cura di V. D'Urso e P. Leonardi, Padova, Cleup, 1984.
- John L. Austin, Saggi filosofici,  a cura di Paolo Leonardi, Milano, Guerini e associati, 1993.
- On Quine: new essays, a cura di Paolo Leonardi e Marco Santambrogio, Cambridge, Cambridge University Press, 1995 (ristampa nel 2007).
- Annuario 1996 della Società di Filosofia del Linguaggio, a cura di Paolo Leonardi, Stefano Gensini, Domenico Russo, Padova, Nemo, 1996.
- Facets of concepts, a cura di Juan José Acero e Paolo Leonardi, Padova, Il poligrafo, 2005.
- John R. Searle, Atti linguistici: saggio di filosofia del linguaggio, introduzione di Paolo Leonardi, traduzione di Giorgio Raimondo Cardona, Torino, Bollati Boringhieri, 2009.
- The philosophy of David Kaplan, a cura di Joseph Almog e Paolo Leonardi, Oxford, Oxford University Press, 2009.
- Having in mind: the philosophy of Keith Donnellan, a cura di Jospeh Almog e Paolo Leonardi, New York-Oxford, Oxford University Press, 2012.
- Keith Donnellan, Essays on reference, language and mind, a cura di Joseph Almog e Paolo Leonardi, New York-Oxford, Oxford University Press, 2012
- Eva Picardi on language, analysis and history, a cura di Annalisa Coliva, Paolo Leonardi e Sebastiano Moruzzi, Cham, Palgrave Macmillan, 2018.